# Рабија Насими
Рабија Насими (рођена 15. децембра 1993) је бивша избеглица која је побегла из Авганистана са родитељима и браћом и сестрама 1999. године, а сада води кампању за права избеглица у Лондону.

## Биографија
Насими и њена породица су побегли из Авганистана 1999. године из страха од прогона од стране талибана. У УК су стигли у расхладном контејнеру  и 2001. године породица је основала Асоцијацију Авганистана и Централне Азије (АЦАА), добротворну организацију посвећену побољшању живота Авганистанаца и свих избеглица у Лондону.
Године 2012. студирала је БА социологију и политику на Голдсмитс универзитету у Лондону. Затим је завршила магистериј из социологије (истраживања) на Лондонској школи економије и политичких наука. Године 2017. примљена је као докторант социологије на Универзитету Кембриџ.

## Каријера
Насими је активисткиња за избеглице у Лондону и радила је за Асоцијацију Авганистана и Централне Азије (АЦАА) као службеник за развој те организације, где је била одговорна за покретање неколико услуга и обликовање дугорочне стратегије добротворних организација. Године 2020. Рабија се придружила државној служби као брзи друштвени истраживач у Одељењу за здравство и социјалну заштиту. Она сада ради као вођа политике у Одељењу за подизање нивоа, становање и заједнице у тиму за пресељење Авганистана.

## Награде и признања
Године 2015. номинована је за награду Афгхан Профессионалс Нетворк Аспире Авард за изузетан допринос авганистанској заједници у Лондону, док је 2017. номинована за награду Левисхам Маиорс Авард за допринос Левисхам-у. Године 2018. била је номинована за ВеАреТхеЦити Рисинг Старс Авард, у ужем избору за награду Вомен оф тхе Футуре, и за награду Асиан Воице Цхарити Авардс у категорији најинспиративније младе особе за њен рад на заговарању права избеглица, како у УК и Авганистан.